# Крамский, Семён Владимирович
Семён Владимирович Крамский (укр. Семен Володимирович Крамський; 2 июня 1979, Полтава — 22 сентября 2024, Богоявленка) — украинский военнослужащий, лейтенант, участник российско-украинской войны. Герой Украины (2025, посмертно).

## Биография
Родился 2 июня 1979 года в городе Полтава.
С началом полномасштабного российского вторжения в Украину добровольно вступил в ряды десантно-штурмовых войск Вооружённых сил Украины. 30 июля 2024 года получил звание лейтенанта.
Погиб 22 сентября 2024 года в районе села Богоявленка Донецкой области в результате артиллерийского обстрела.
Похоронен в Полтаве.

## Награды
- Звание «Герой Украины» с удостоением ордена «Золотая Звезда» (21 февраля 2025, посмертно) — за личное мужество и героизм, проявленные в защите государственного суверенитета и территориальной целостности Украины, верность военной присяге[1].